# Citroën C15
La Citroën C15 è una furgonetta della casa automobilistica francese Citroën, prodotta dal 1984 al 2005.

## Profilo
La C15 nacque nel 1984 per prendere il posto della Citroën Acadiane, oramai piuttosto anziana. L'idea era quella di proporre un mezzo commerciale di piccole dimensioni, come la sua antenata, dal design più moderno e dal motore anch'esso più moderno ed affidabile, ed in grado di compiere maggiori sforzi.
La base di partenza per la C15 fu la Citroën Visa, la quale già poteva disporre anche di motori Peugeot, dopo la fusione tra Citroën e Peugeot nel Gruppo PSA. I motori adottati dalla C15 nel corso della sua produzione furono i seguenti, tutti di origine PSA e tutti a 4 cilindri:
- 954 cm³ da 45 CV (1984-1997);
- 1124 cm³ a benzina da 48 CV (1984-1996);
- 1124 cm³ a benzina da 60 CV (1988-1996);
- 1360 cm³ a benzina da 75 CV (1991-1996);
- 1769 cm³ diesel da 60 CV (1986-2005).

La C15 riscosse un buon successo: il suo peso ridotto e i suoi ingombri limitati ne fecero un mezzo agile, sufficientemente scattante e in grado di arrivare praticamente ovunque, in quanto creava pochi problemi nei parcheggi cittadini. Inoltre il prezzo era concorrenziale ed il volume interno del cassone merci era di buone dimensioni per un piccolo furgoncino, con i suoi 2.66 metri cubi. Vendette quindi in molti mercati europei. In particolare, nel Regno Unito fu venduta con la denominazione di Champ. Fu anche disponibile, oltre che come furgonata, anche con piattaforma posteriore "a nudo" e carrozzabile in sede separata.
Inizialmente molto folta, la gamma fu in seguito semplificata a partire dal 1996 con l'arrivo della Berlingo che avrebbe affiancato la C15 per lungo tempo, fino a sostituirla del tutto alla fine del 2005, quando la C15 fu tolta di produzione.
Negli ultimi anni, la produzione fu trasferita a Vigo, in Spagna. Gli ultimi tre esemplari usciti dalle linee di montaggio furono donati rispettivamente: al museo Citroën di Aulnay in Francia, ad una fabbrica di Vigo e al comune di Vigo.
Nel 1986 il designer svizzero Franco Sbarro ne realizzò una versione SUV denominata Adventure. Tale modello era equipaggiato con un propulsore da 115 cv derivato dalla Citroën Visa GTi e disponeva di sette posti e di un vano di carico incrementato.